# 4846 Tuthmosis
4846 Tuthmosis eller 6575 P-L är en asteroid i huvudbältet som upptäcktes den 24 september 1960 av den nederländsk-amerikanske astronomen Tom Gehrels och det nederländska astronomparet Ingrid van Houten-Groeneveld och Cornelis Johannes van Houten vid Palomarobservatoriet. Den är uppkallad efter de egyptiska faraonerna Thutmosis I, Thutmosis II, Thutmosis III och Thutmosis IV.
Asteroiden har en diameter på ungefär 11 kilometer.